# Cecilia Contarini
Cecilia Contarini, död efter 1578, var dogaressa av Venedig mellan 1577 och 1578 och gift med Venedigs doge Sebastiano Venier.
Hon gifte sig med Sebastiano Venier år 1544. 
Liksom sin make föredrog hon att isolera sig i dogepalatset och undvika ett offentligt liv. Eftersom hennes make strax efter ämbetstillträdet blev sjuk och sängliggande, fick hon ta emot sändebud i hans ställe, och agerade då kurir mellan maken och sändebuden i offentliga angelägenheter. 
Hon var respekterad, och till skillnad från vad som var sed bland dogaressor, förväntades hon inte gå i kloster som änka, och utan blev i likhet med Zilia Dandolo istället försedd med statlig pension och en mängd personliga privilegier.